# Luigi Persico
Pour les articles homonymes, voir Persico.
Luigi Persico, né à Naples en 1791 ou 1795 et mort à Marseille le 14 mai 1860, est un peintre et sculpteur néoclassique italien du XIXe siècle.

## Biographie

### Premiers travaux aux États-Unis (1815-1825)
Né à Naples, Luigi Persico étudie à l'Académie des beaux-arts, alors dirigée par le peintre français Jean-Baptiste Wicar. Il part s'installer aux États-Unis d'Amérique en 1815, où il est bientôt rejoint par son frère Gennaro, professeur de dessin.

Après avoir vécu quelque temps à Baltimore, il réside entre 1817 et 1824 à Lancaster, où il dessine et peint des portraits (notamment celui, posthume, du général Edward Hand). Pendant cette période, il travaille également à Harrisburg, où il participe au décor sculptural du Hills Capitol, et, après 1818, à Philadelphie, où il sculpte le buste du docteur Nathaniel Chapman.

Après 1824, il se fixe à Washington, où il devient célèbre pour son buste de La Fayette (vers 1825), réalisé lors de la visite triomphale de ce dernier aux États-Unis.

### Participation au décor du Capitole (1825-1844)

#### Le Génie de l'Amérique(1825-1828)
Ce premier succès lui ouvre les portes d'une prestigieuse commande : le fronton du portique oriental du Capitole de Washington. Le 31 mai 1825, Persico, accompagné de l'architecte Charles Bulfinch, présente le modèle du projet au président John Quincy Adams. Ce dernier apprécie les allégories de la Justice et de l'Amérique mais demande le remplacement de l'allégorie de la Force, figurée par un Hercule trop « païen » à son goût, par une allégorie de l'Espérance. Après avoir fait remarquer au président que tous les personnages seraient désormais féminins, le sculpteur italien accepte les modifications exigées par Adams et conçoit la figure de l'Espérance, appuyée sur une ancre. Adams ayant jugé que cet attribut ressemblait trop à une ancre de vaisseau hollandais sur le nouveau dessin de Persico, l'artiste se rend auprès du commodore Thomas Tingey pour obtenir un modèle plus authentique. En juin 1828, il explique à Adams, venu admirer l'œuvre en phase d'achèvement : « Et maintenant, si un marin regarde ce fronton, il dira que l'ancre est représentée de manière exacte ! ». Les trois figures de ce haut-relief en grès, hautes d'environ trois mètres, sont achevées pendant l'été 1828. En décembre de cette même année, Persico rentre en Italie après avoir exprimé devant Adams son souhait de continuer à travailler au décor sculptural du Capitole.
 Grâce à l'intervention d'Adams et à l'accueil favorable reçu par son fronton, le vœu de Persico est exaucé : les années suivantes, il obtient deux nouvelles commandes de sculptures pour le même monument.

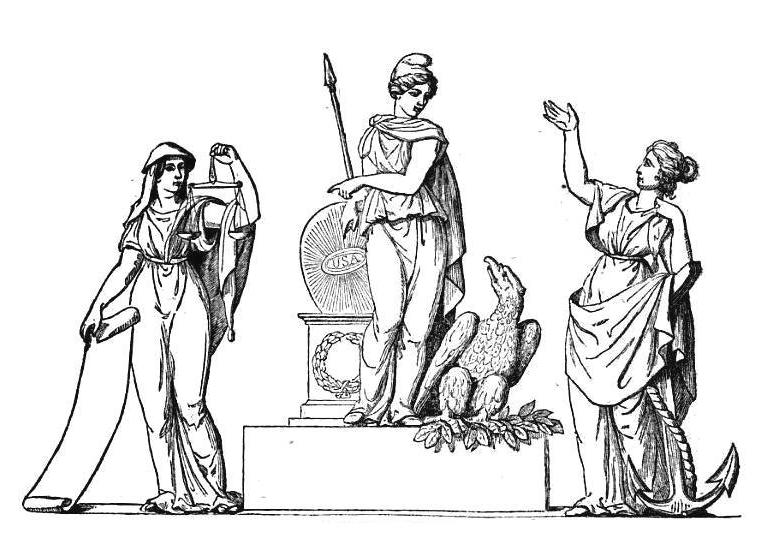
Le Génie de l'Amérique : groupe allégorique pour le fronton oriental du Capitole (1828)
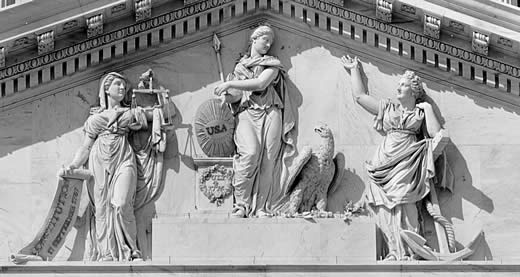
Fronton oriental du Capitole (réplique en marbre de la sculpture de 1828)

#### La GuerreetLa Paix(1829-1834)
Les statues de La Paix (sous les traits de Cérès) et de La Guerre (sous les traits de Mars), destinées aux niches flanquant l'entrée de la rotonde, sont commandées en 1829 par Adams, qui signe ainsi le dernier acte de sa présidence.

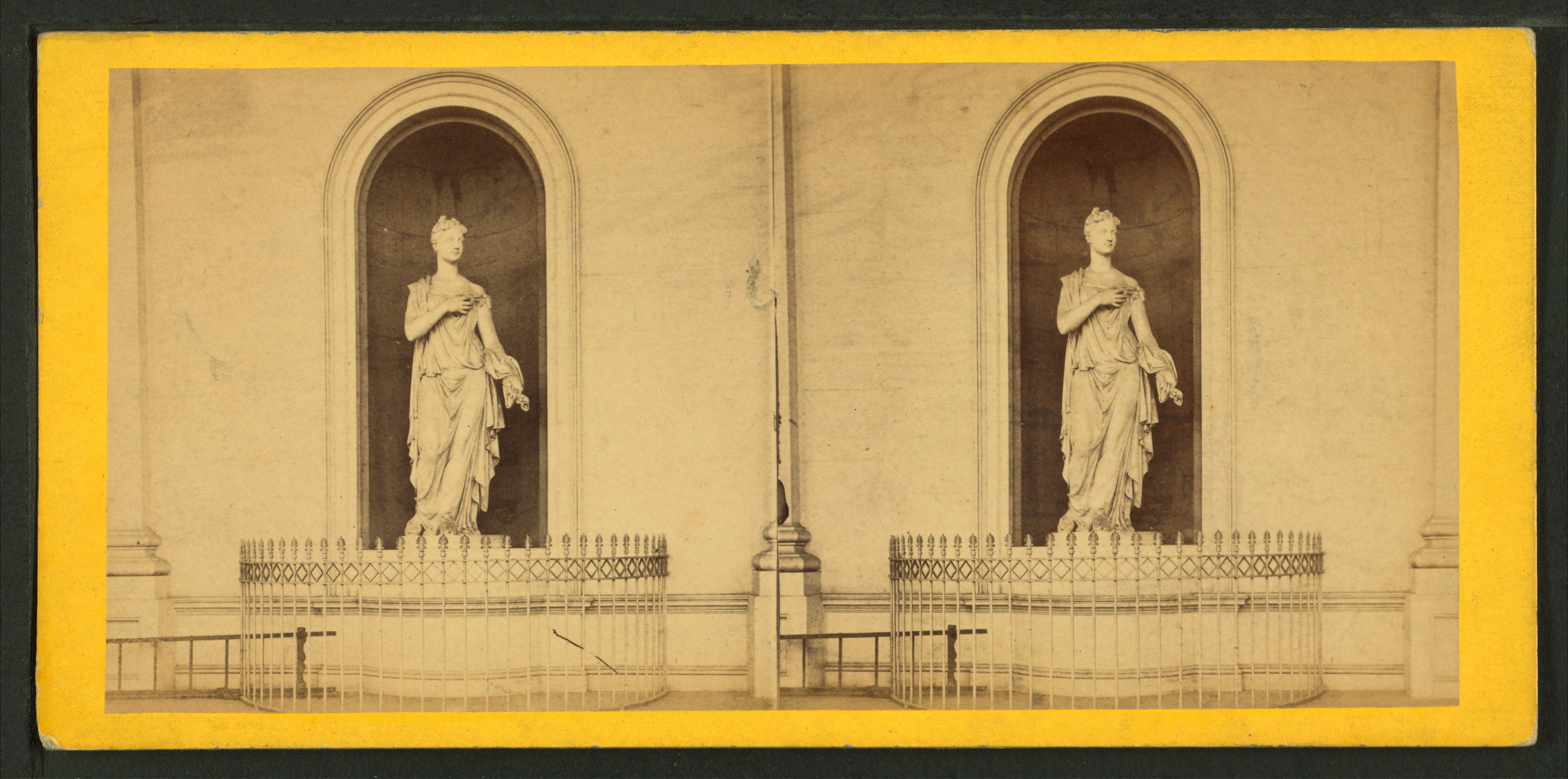
La Paix (1834)
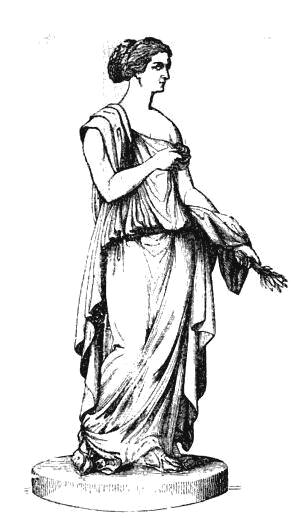
La Paix (1834)
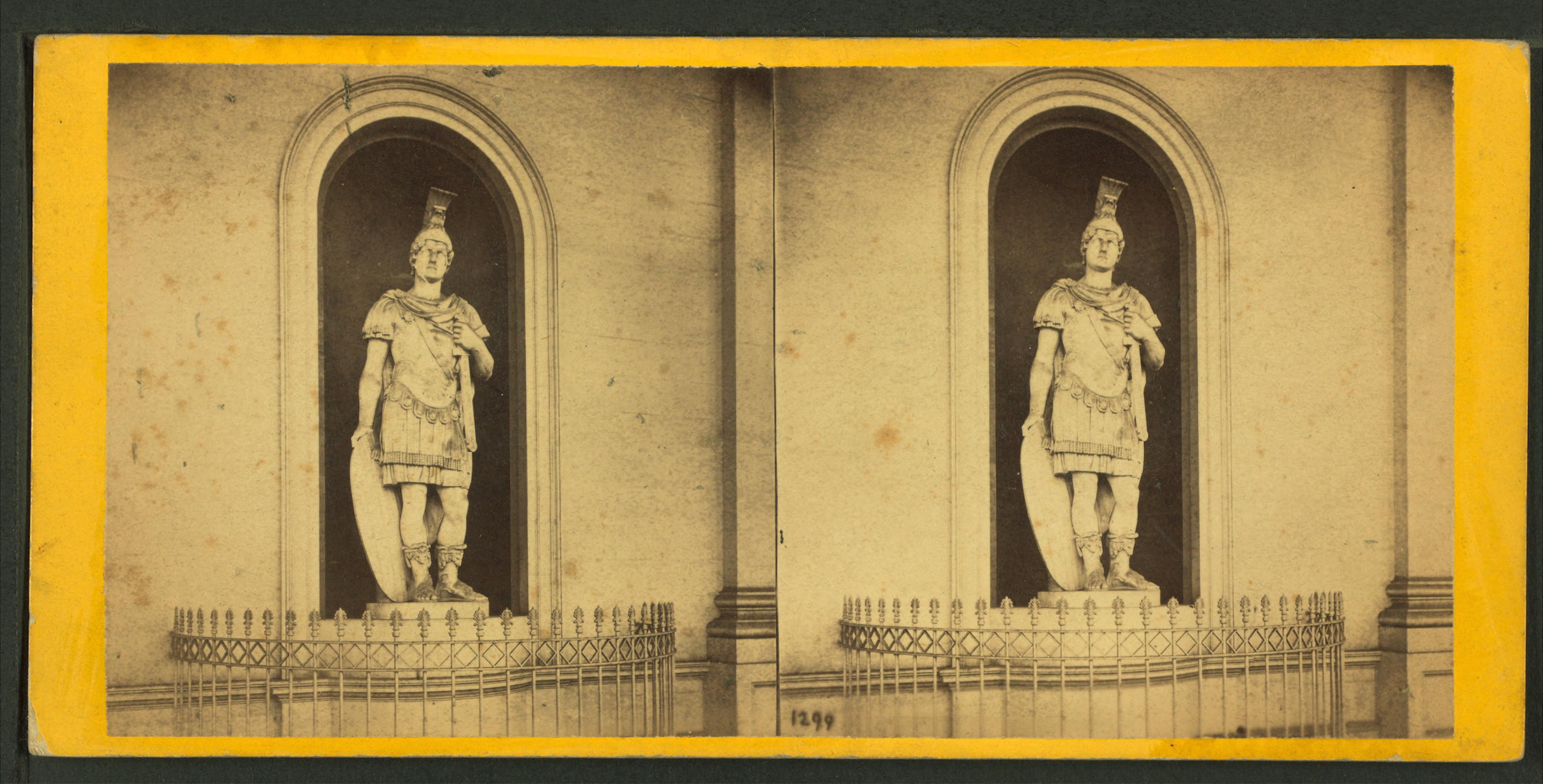
La Guerre (1834)
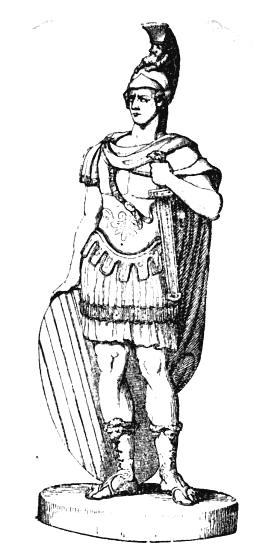
La Guerre (1834)

Ces deux statues, réalisées en Italie, sont livrées en 1834, année pendant laquelle Persico revient en Amérique afin de vendre des œuvres de maîtres italiens et, surtout, de réactiver ses réseaux politiques en vue d'une nouvelle commande officielle. Ayant échoué dans cette dernière tentative, il rentre en Europe en mars 1835. Convaincu de ne plus pouvoir travailler pour l'État américain, il a les larmes lorsqu'il fait ses adieux à son protecteur et ami John Quincy Adams.

Cette disgrâce est cependant de courte durée. Il obtient en effet une commande du président Van Buren dès 1837, à la suite d'une proposition du sénateur démocrate James Buchanan.

#### La Découverte de l'Amérique(1837-1844)

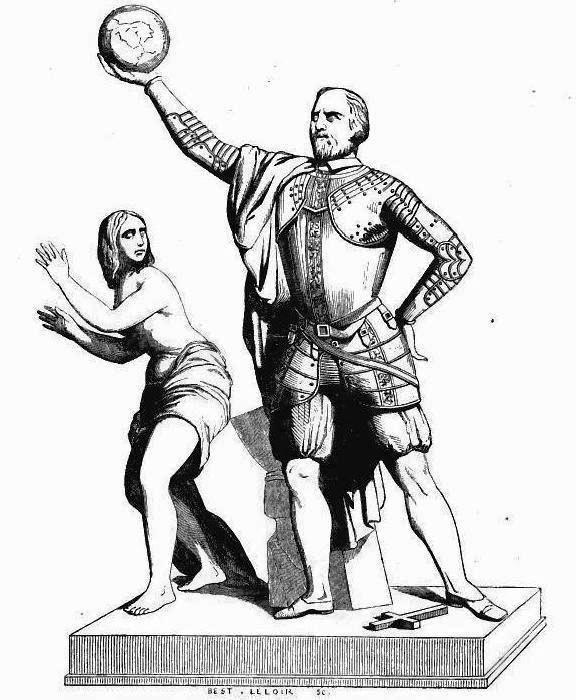
La Découverte de l'Amérique, gravure de Best et Leloir pour Le Magasin pittoresque (1845).

Également destinée au décor extérieur du Capitole, La Découverte de l'Amérique est un groupe de près de cinq mètres de haut comprenant une statue de Christophe Colomb brandissant un globe et une statue d'Amérindienne.

Ce groupe monumental en marbre est réalisé par Persico à Florence à partir de 1840, puis placé le 17 mai 1844 à gauche de l'escalier du portique. La Découverte de l'Amérique reçoit un accueil mitigé de la critique et de la Presse, notamment en raison de la nudité du personnage féminin (critiquée, par exemple, par le Sun de Baltimore).

L'année suivante, ce groupe est décrit avec enthousiasme dans Le Magasin pittoresque d'Édouard Charton :

« Le sujet est la découverte du Nouveau-Monde. Christophe Colomb foule enfin cette terre devinée par son génie ; il se tourne vers l'Europe, et il lui montre un globe, signe de la forme véritable de la terre, que l'ignorance et l'envie s'étaient obstinées à considérer comme une hypothèse chimérique. Tandis qu'il s'abandonne ainsi tout entier aux pensées qui remplissent son âme d'un sérieux enthousiasme, une femme indienne le regarde avec admiration et en même temps avec crainte : à ses yeux, Colomb est une apparition surnaturelle, un demi-dieu ; on sent qu'elle ne sait si elle doit fuir ou se prosterner. La différence de la civilisation entre les deux races est exprimée par la mollesse et par la nudité même de cette femme, opposées à la mâle énergie et à la noble attitude du héros européen. Les journaux des États-Unis ont tous fait un grand éloge de cette composition, qu'il serait difficile de juger sur une simple esquisse. On loue unanimement dans la figure de Colomb l'expression de la supériorité intellectuelle et de la dignité morale ; on trouve dans la jeune Indienne tous les caractères distinctifs de la race qu'elle représente. »

Ces dithyrambes contrastent avec les sévères critiques exprimées moins d'un demi-siècle plus tard par Nestor Ponce de Leon, l'iconographe de Christophe Colomb :

« Le visage de Colomb ne présente absolument aucune ressemblance avec les descriptions que nous avons de lui. Quant à l'attitude de l'amiral, avec son globe dans la main, elle me frappe par son ridicule suprême : il a l'air d'un guerrier du XVIIe siècle jouant au baseball avec une balle disproportionnée. Son attitude manque également de naturel, et je ne puis trouver les mots pour exprimer ma surprise à l'égard de la posture peu artistique de la figure de la jeune indienne. Ce groupe a coûté 24 000 dollars et a nécessité cinq années de travail. Je considère qu'il ne mérite pas d'être reproduit ici. »

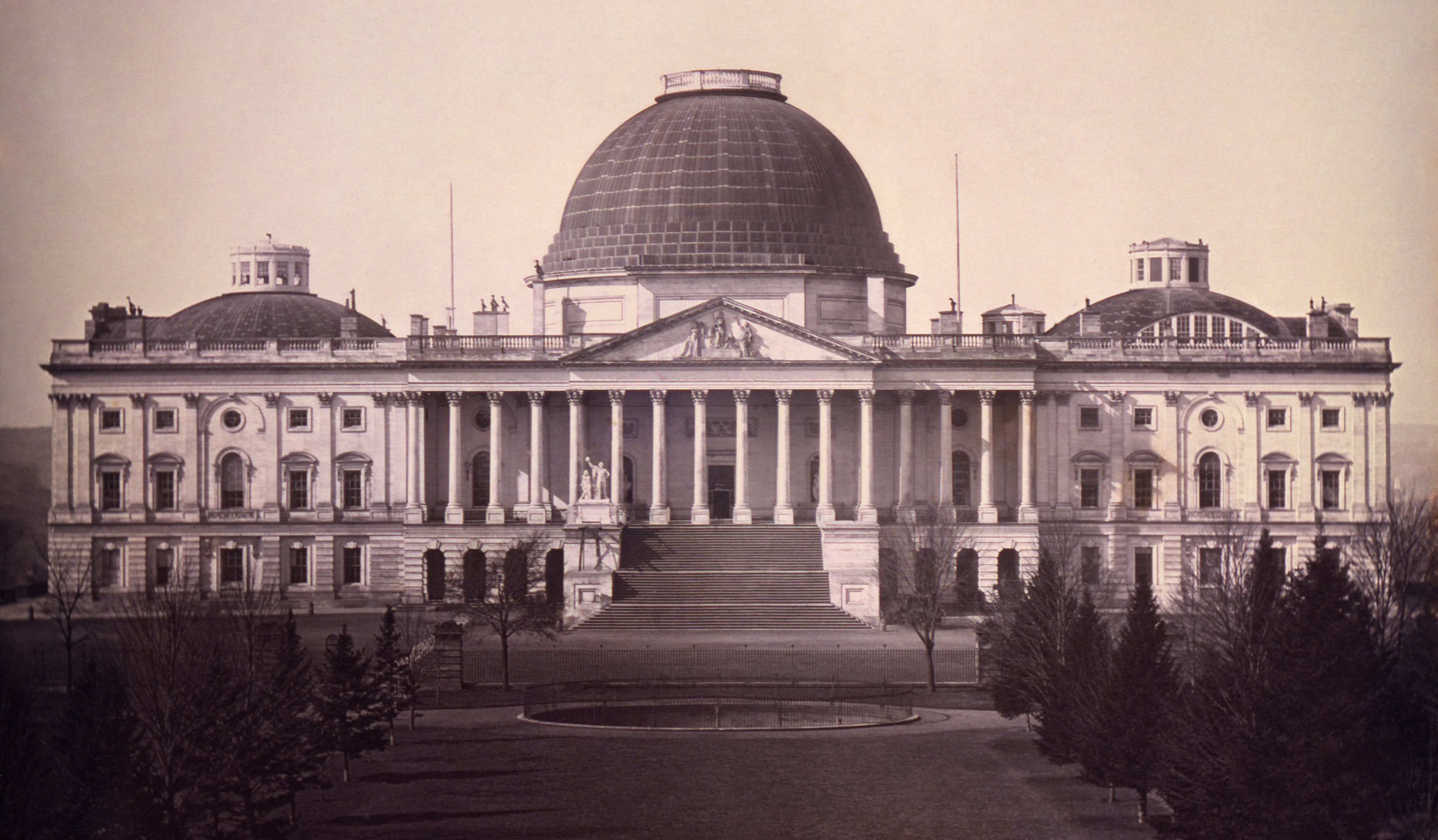
Daguerréotype du Capitole (1846) : les allégories du fronton et La Découverte de l'Amérique, récemment installée, y sont visibles.
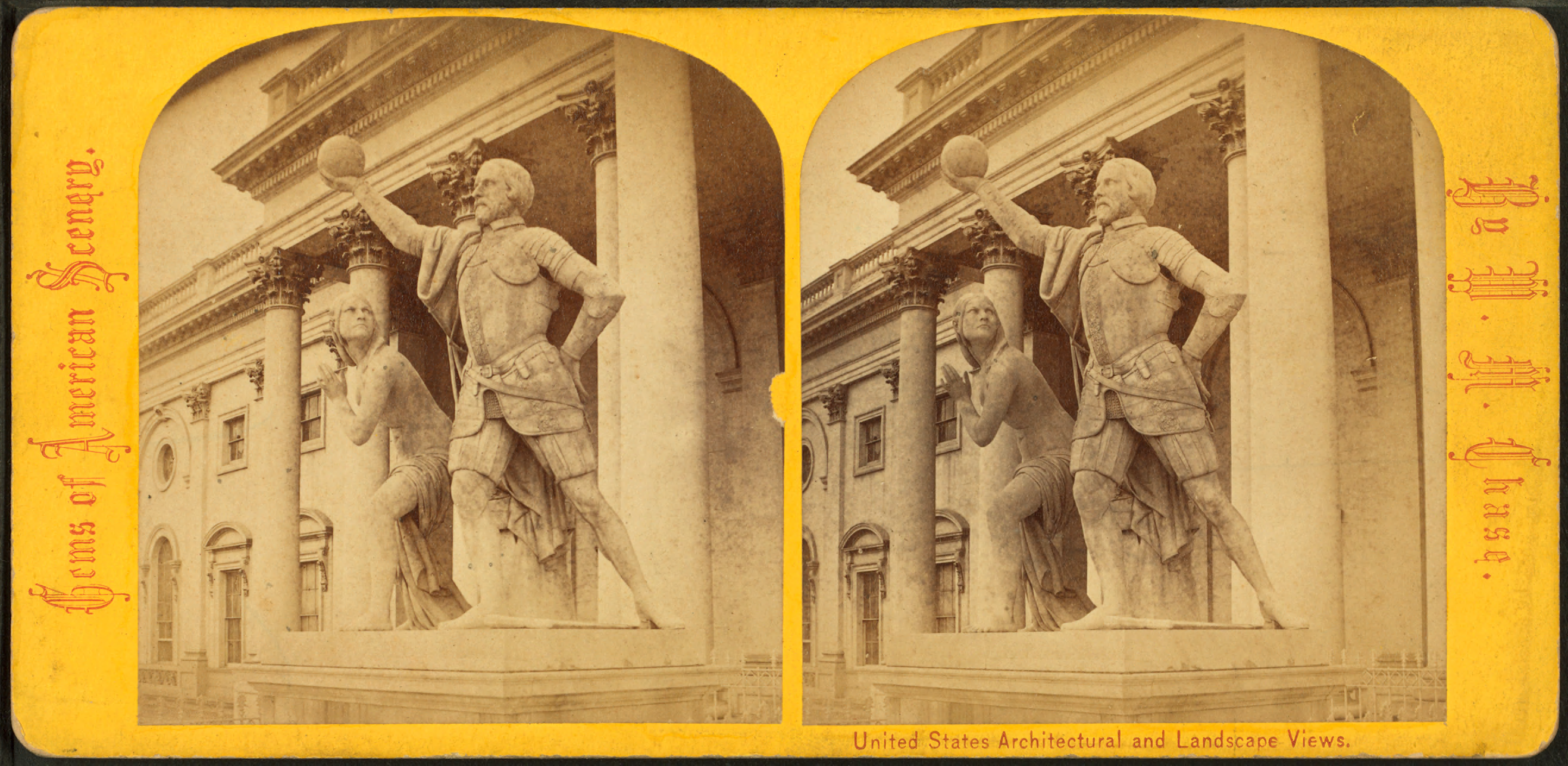
La Découverte de l'Amérique (1844)
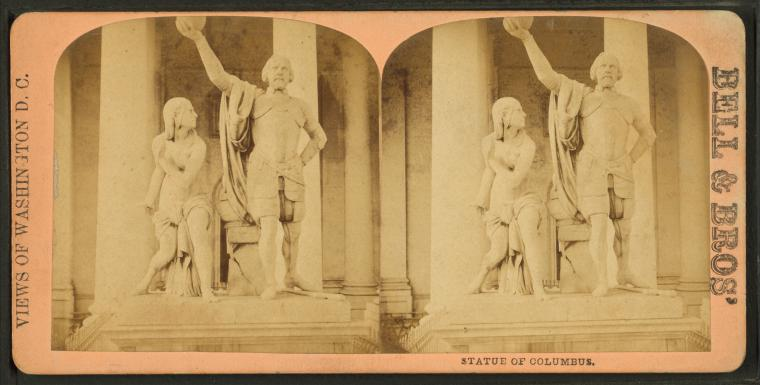
La Découverte de l'Amérique (1844)

Entre 1958 et 1962, lors de l'agrandissement et de la restauration du Capitole, La Découverte de l'Amérique et son pendant (La Rescousse, par Horatio Greenough) sont définitivement retirés après avoir fait l'objet de controverses en raison de leur représentation négative des Amérindiens. Le haut-relief du fronton, appelé Le Génie de l'Amérique, ainsi que les statues des niches, très dégradés, sont également déposés avant d'être remplacés par des répliques en marbre, plus résistantes, exécutées par Bruno Mankowski, George Gianetti et Paul Manship.

### Autres réalisations en Amérique et en Italie (1825-1860)
En 1825, l'United States Mint lui commande un modèle de pièce de monnaie, représentant la tête de la Liberté, dont la gravure est confiée à William Kneass.

Entre 1829 et les années 1850, Persico sculpte plusieurs monuments funéraires pour le cimetière de Washington ainsi que de nombreux bustes, parmi lesquels ceux de :
- Charles F. Mercer et Thomas Law, réalisés vers 1829[12] ;
- John Quincy Adams, modelé en mars 1829[13], et dont Persico prévoyait une exécution en marbre en 1835 ;
- Andrew Jackson, réalisé en 1834 puis offert par Persico au président le 8 janvier 1835[7] ;
- Jared Sparks, réalisé en 1834 ;
- William Ellery Channing, réalisé en 1835 ;
- Nicholas Biddle et John Bannister Gibson, réalisés en 1837 ;
- Palmerston, réalisé en 1846.

Le 31 janvier 1845, il rend visite à John Quincy Adams pour lui demander d'intervenir en faveur de son projet d'une statue équestre colossale de Washington, qui ne sera cependant jamais exécutée.

En 1855, il réalise une statue de François Ier des Deux-Siciles pour le Foro borbonico de Palerme et, en 1858, la statue colossale de La Religion placée en haut de l'escalier de l'église Saint-François de Gaète. Il est également l'auteur des sculptures du tombeau du chirurgien napolitain Leonardo Santoro.
De passage à Marseille, celui que John Quincy Adams appelait avec humour « Phidias Persico » meurt le 14 mai 1860.

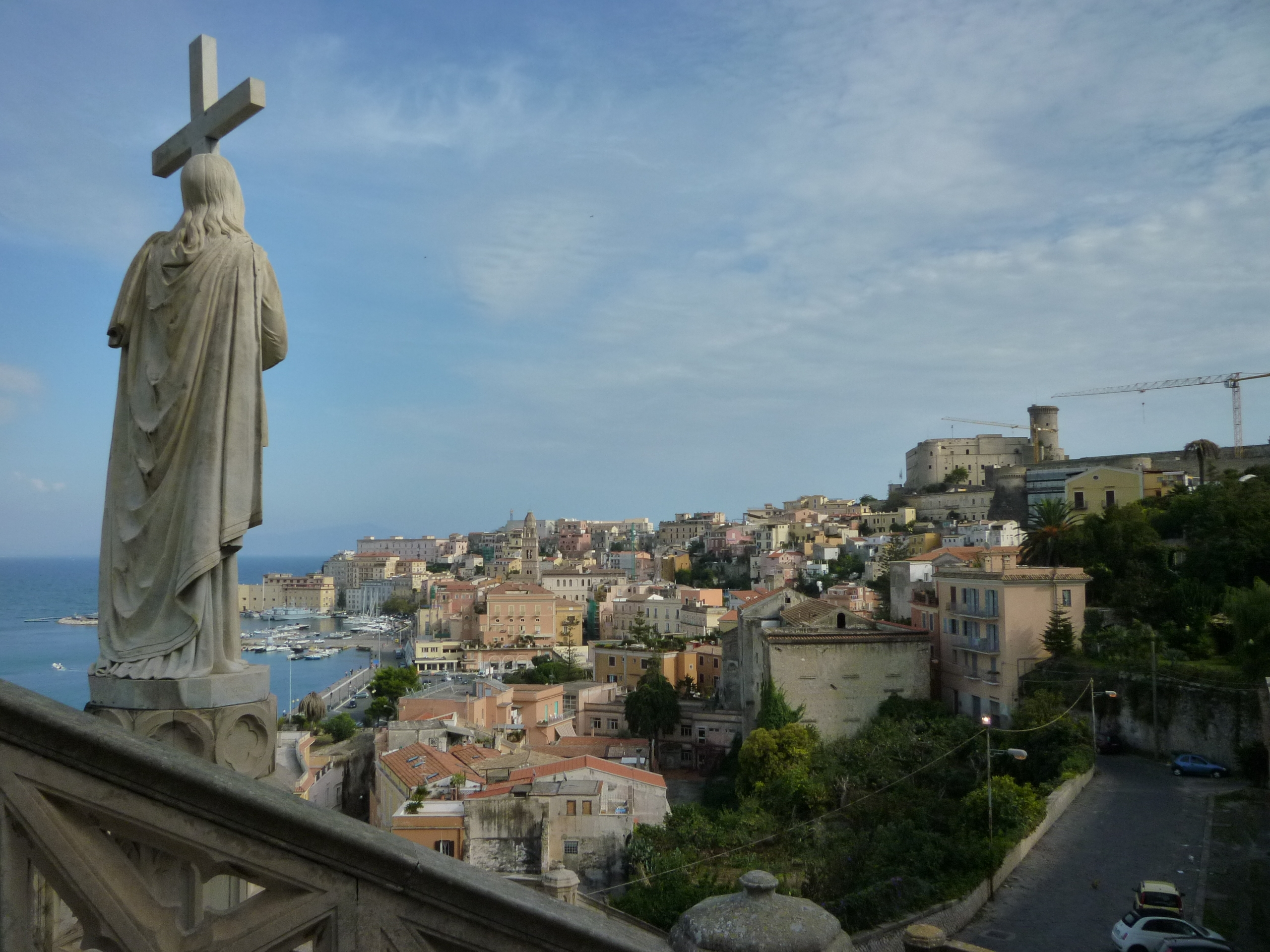
La Religion (1858)

### Portrait de Persico
- Portrait de Persico par Eastman Johnson (site National Portrait Gallery, Smithsonian Institution)

### Œuvres de Persico
- Buste de Lafayette (site de la Library Company of Philadelphia)
- Fronton du Capitole (site Architect of the Capitol)
- Buste de Palmerston (site Chiale antiquariato)
- Buste de Biddle (site National Portrait Gallery, Smithsonian Institution)